# Avenida Chacabuco (Concepción)
La Avenida Chacabuco es una avenida, y una de las arterias viales de la ciudad de Concepción, Chile. Lleva su nombre en honor a la Batalla de Chacabuco, ocurrida el 12 de febrero de 1817. La Avenida Chacabuco es una de las avenidas tradicionales del centro de la ciudad. Alrededor de ella se han construido múltiples comercios como bancos, multitiendas, etc.

## Historia
En 1960, luego del Terremoto, se proyectó su ensanche, el que fue concretado más rápidamente que otros ejes, tales como Avenida Los Carrera y Avenida Paicaví, que son de más reciente data. 
En 1994, con el «Plan de Recuperación de la Ribera Norte del Biobío» se propuso como una vía de conexión con San Pedro de la Paz. Esto se habría concretado extendiendo su trayecto a través de la Avenida Andrés Bello, hasta llegar a un nuevo puente urbano llamado Puente Bicentenario Presidente Patricio Aylwin Azócar (que originalmente se llamaría Chacabuco), que correrá paralelo a lo que fue el Puente Viejo, reemplazando a este y al Eje Calle Esmeralda - Calle Víctor Lamas, cumpliendo su función.

## Ubicación

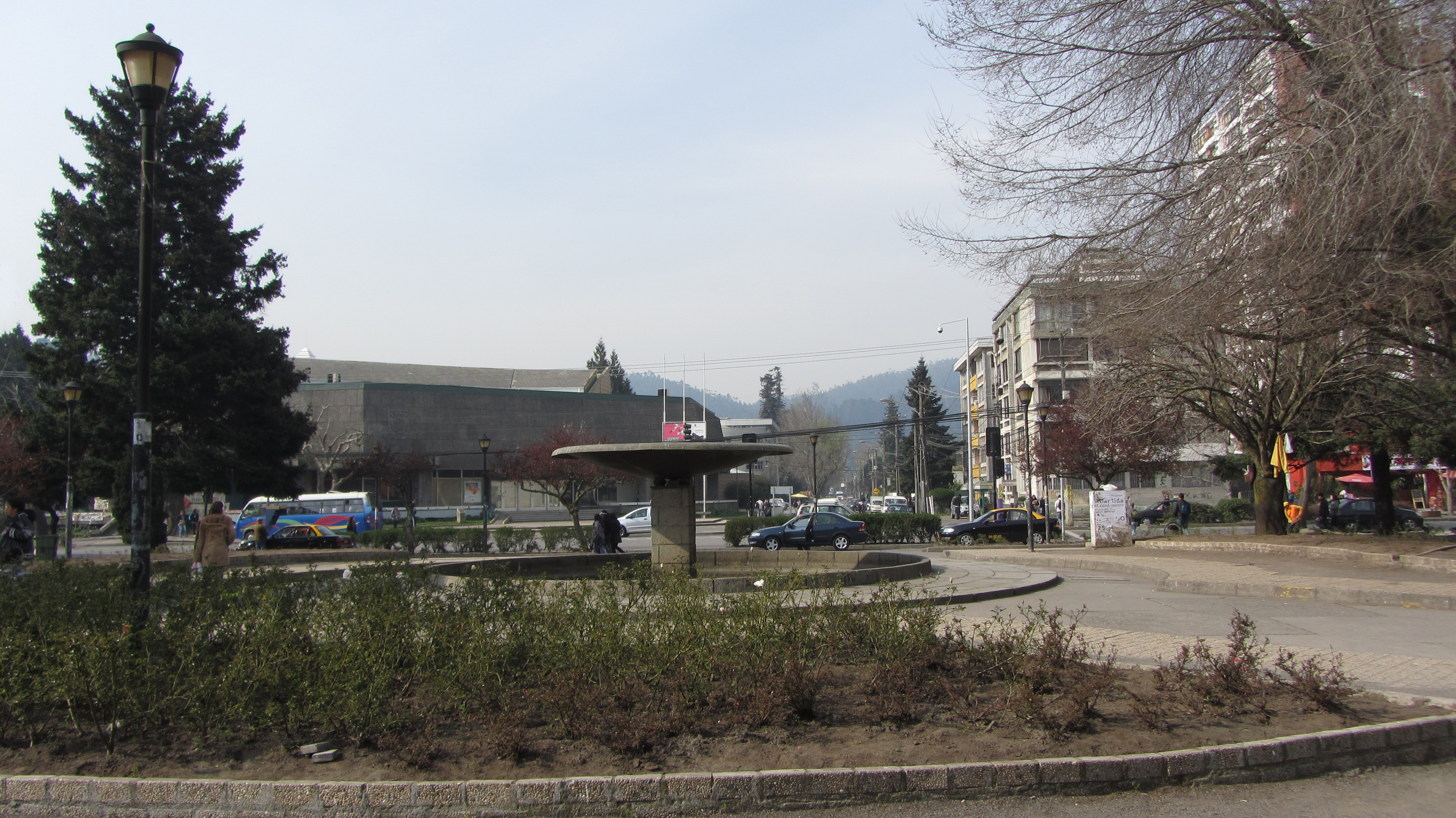
La Avenida Chacabuco (atrás) en 2012, vista desde la Plaza Perú. Al fondo, la Casa del Arte de la Universidad de Concepción

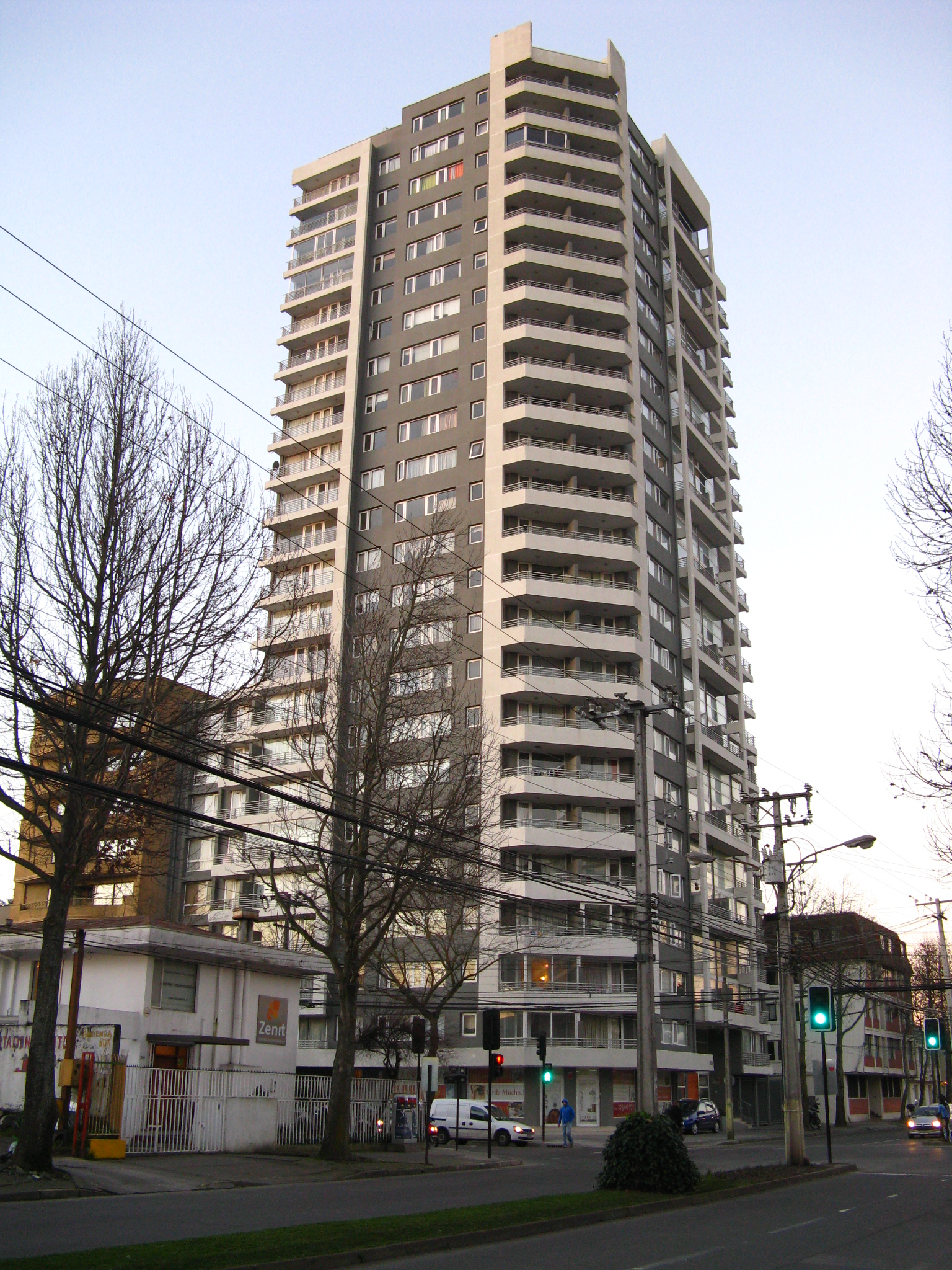
Torre City, ubicada en Chacabuco 333, entre Angol y Lincoyán, el año 2012.

Se ubica en el sector centro de Concepción Metropolitano (Entre el Surponiente y Suroriente de la comuna de Concepción). 
Se inicia en la Avenida Arturo Prat (altura del número 0). Luego sigue en forma recta pasando por el costado de la Plaza Perú, en la intersección con Avenida Paicaví. Termina en la intersección con Avenida Augusto Rivera, en la Universidad de Concepción. La avenida se prolonga hacia la calle Roosevelt.
Con la creación de la nueva Avenida Padre Alberto Hurtado en el 2005, se crea la prolongación Avenida Chacabuco Poniente, que conecta la Avenida Prat con la Avenida Hurtado.
Esta Avenida cuenta con cuatro carriles y un bandejón central.
La Avenida Chacabuco es una de las estructurantes de la ciudad, que acoge al transporte público local y hacia Tomé.

## Prolongaciones
- Hacía el nororiente continua como:
  - Calle Roosevelt
  - Avenida Juan Bosco (ex Irarrazabal)

- Hacia el poniente continúa como:
  - Avenida Chacabuco Poniente y Calle Andrés Bello López

- Datos: Q6391448